# Scharrachbergheim-Irmstett
Scharrachbergheim-Irmstett là một xã thuộc tỉnh Bas-Rhin trong vùng Grand Est đông bắc Pháp.